# Massimo Osanna
Massimo Osanna (Venosa, 24 maggio 1963) è un archeologo e dirigente pubblico italiano.

## Biografia
Dopo aver conseguito la maturità classica presso il Liceo Quinto Orazio Flacco di Venosa, ha studiato presso l'Università degli Studi di Perugia dove si è laureato nel 1985 in lettere classiche, allievo di Mario Torelli. Nel 1986 ha vinto una borsa di studio annuale presso la Scuola Archeologica Italiana di Atene. Nel 1987 ha iniziato il dottorato presso l'Università di Perugia, avendo anche modo di soggiornare presso l'Università di Tubinga nell'anno accademico 1987/88.
Nell'anno accademico 1993/94 è stato Humboldt Fellow presso la cattedra di Tonio Hölscher all'Università di Heidelberg.
Dal 1994 al 2000 Osanna è stato assistente di Francesco D'Andria e Marcella Barra presso l'Università degli Studi della Basilicata. Dal 1997 insegna presso la Scuola di specializzazione in beni archeologici di Matera presso l'Università degli Studi della Basilicata di cui è diventato nel 2000 professore a contratto. Dal 2002 al 2007 è stato membro della direzione della Scuola di specializzazione in beni archeologici di Matera.
Nel 2007 è stato nominato Soprintendente per i beni archeologici della Basilicata. Dal 2009 al 2014 è stato Direttore della scuola di specializzazione in beni archeologici di Matera all'Università degli Studi della Basilicata.
Ha partecipato alle attività di ricerca e valorizzazione archeologica nella missione archeologica italo-francese di Policoro. Gli scavi archeologici, e le ricognizioni di superficie del territorio di Policoro, furono il risultato di  un progetto di ricerca scientifica in partenariato tra l'Università degli Studi della Basilicata e l'École pratique des hautes études  di Parigi. Successivamente è diventato docente ordinario di Archeologia classica all'Università di Napoli Federico II.
Osanna è membro dei comitati consultivi scientifici delle riviste Archäologischer Anzeiger e Ostraka dal 2012.
Nel 2014 Osanna viene nominato Soprintendente archeologo per i Beni Archeologici di Pompei, Ercolano e Stabia e dal 2016 al 2020 è stato direttore generale della Soprintendenza di Pompei. Nel suo periodo da Direttore del Parco Archeologico di Pompei fu realizzato un ampio progetto di investimenti pubblici, denominato Grande Progetto Pompei, che rilanciò completamente il Parco.
Nel luglio 2020 è stato nominato Direttore generale dei Musei del Ministero della cultura. Nell'aprile 2021 Osanna ha avocato a sé la direzione ad interim del Parco archeologico di Paestum e Elea-Velia, in attesa della selezione del nuovo direttore tramite bando.
Nel giugno 2024 ha avocato a sé la direzione ad interim della Galleria dell'Accademia di Firenze in attesa della nomina del nuovo direttore.

## Vita privata
Il 3 aprile 2022, a Capri, si è unito civilmente con il compagno Gianluca De Marchi. La cerimonia è stata officiata dal regista Paolo Sorrentino.